# Stephanie McMahon
Stephanie Marie McMahon (Hartford, 24 settembre 1976) è un'imprenditrice statunitense.

## Carriera
Nel 1998 sotto consiglio del booker Vince Russo, debuttò come la dolce figlia di Vince McMahon in una storyline che vedeva coinvolti McMahon e The Undertaker. The Undertaker la rapì a Backlash: In Your House, tentando di sposarla, venendo interrotto da Steve Austin. McMahon iniziò poi una relazione con Test (kayfabe), il quale portò a una rivalità tra Test e il fratello di lei, Shane McMahon. Dopo che Test aveva sconfitto Shane a SummerSlam in un "Love Her Or Leave Her match", McMahon e Test iniziarono a lottare in coppia sconfiggendo Jeff Jarrett e Debra il 20 settembre a Raw Is War. I due si fidanzarono e nel corso della loro cerimonia, Triple H mostrò un video in cui rivelò di aver drogato McMahon e averla sposata a Las Vegas. Inizialmente McMahon sembrò detestare Triple H, ma ad Armageddon in seguito alla sua vittoria contro Vince McMahon, Triple H si alleò con McMahon. La sera successiva a Raw, McMahon ebbe un confronto con Vince e affermò che il matrimonio era stato pianificato in precedenza.
Diventata heel alla fine del 1999, McMahon e Triple H divennero i proprietari della WWF in un periodo conosciuto con il nome di "McMahon-Helmsley Era". Mentre Triple H era il detentore del WWF Championship, McMahon vinse il suo primo Women's Championship sconfiggendo Jacqueline con l'aiuto di Tori e della D-Generation X il 28 marzo a SmackDown!. Dopo aver difeso con successo il Women's Championship contro Lita in due occasioni a SmackDown!, McMahon si riconciliò con suo padre e suo fratello a WrestleMania 2000 quando aiutarono Triple H a difendere il titolo contro The Rock, lasciando Linda McMahon come unica beniamina del pubblico della famiglia McMahon.
Dopo aver perso il Women's Championship contro Lita nella puntata di Raw Is War del 21 agosto, McMahon fece parte di un triangolo amoroso con Triple H e Kurt Angle, che portò a un match tra Triple H e Angle a Unforgiven dove Triple H vinse dopo un colpo basso di McMahon ai danni di Angle. In seguito, McMahon divenne la manager di Angle e fu al suo angolo quando sconfisse The Rock per conquistare il WWF Championship a No Mercy. L'alleanza, tuttavia, durò poco poiché dopo che The Rock aveva colpito McMahon con la Rock Bottom, Triple H attaccò Angle per averlo tenuto responsabile a ciò che era successo a McMahon.
I litigi tra i McMahon portò Linda McMahon in uno stato di coma dopo aver ricevuto una richiesta di divorzio da Vince McMahon, che a sua volta cominciò una relazione con Trish Stratus. McMahon iniziò una breve rivalità con Stratus che sconfisse il 25 febbraio a No Way Out. Nelle settimane successive, Vince affermò di preferire McMahon a Stratus permettendo a McMahon di bullizzare e abusa verbalmente di Stratus. A WrestleMania X-Seven, Shane McMahon sconfisse Vince in uno street fight match. Durante il match, Stratus diede uno schiaffo a Vince che portò a una rissa tra lei e McMahon.
Dopo WrestleMania, McMahon rivelò di aver acquistato l'Extreme Championship Wrestling e di voler mandare in bancarotta la WWF insieme a suo fratello Shane, proprietario della World Championship Wrestling formando un "supergruppo" conosciuto con il nome di Alliance.
L'Alliance composta da Shane McMahon, Kurt Angle, Booker T, Rob Van Dam e Steve Austin fu sconfitta dal Team WWF composto da The Undertaker, The Rock, Kane, Chris Jericho, Big Show alle Survivor Series in un "Winner Take All" match e Shane e Stephanie vennero banditi dai programmi televisivi della WWF. McMahon tornò nel gennaio 2002 quando Triple H fece il suo ritorno come beniamino del pubblico e tra i due si crearono dei problemi dopo che McMahon incominciò ad assumere un comportamento assillante.
Come parte della storyline, la coppia "divorziò" dopo che McMahon aveva affermato di essere incinta così da poter rinnovare i voti coniugali con Triple H. Triple H scoprì in seguito che McMahon stava mentendo e la lasciò all'altare durante la cerimonia. Dopo la vittoria di Triple H alla Royal Rumble, McMahon si nominò arbitro speciale del match di No Way Out tra Triple H e Kurt Angle nel quale era in palio l'opportunità titolata per l'Undisputed Championship di Triple H. Nonostante la vittoria di Angle con l'aiuto di McMahon, Triple H lo sconfisse la sera successiva riottenendo l'opportunità titolata. In seguito, McMahon si alleò con il suo ex rivale, Chris Jericho. Malgrado le interferenze di McMahon, Jericho perse l'Undisputed Championship contro Triple H il 17 marzo a WrestleMania X8. Nella puntata di Raw Is War del 25 marzo, McMahon fallì l'assalto all'Undisputed Championship dopo essere stata schiena da Triple H in un triple threat match che includeva anche Chris Jericho; se fosse stata schienata, McMahon avrebbe dovuto abbandonare la WWF.
McMahon tornò in WWE (precedentemente WWF, dopo una causa persa con il World Wildlife Fund) il 18 luglio come general manager di SmackDown!. Al contrario del suo personaggio heel dell'era McMahon-Helmsley, divenne face iniziando a favorire i beniamini del pubblico e cominciò una rivalità con il general manager di Raw Eric Bischoff che si concluse nella puntata di SmackDown! del 31 ottobre in un festa di Halloween quando Bischoff, che indossava la maschera di Vince McMahon, diede un bacio a McMahon. In quel periodo, a McMahon le venne riconosciuto il merito del ritorno dello United States Championship e della creazione del WWE Tag Team Championship. Inoltre, le venne riconosciuto di aver riportato Hulk Hogan a SmackDown!, causando delle tensioni tra lei e suo padre.
Nell'estate del 2003, Vince McMahon iniziò a prendersela con Stephanie che gli impedì di cominciare una relazione con Sable. In un controverso segmento a SmackDown!, McMahon ebbe una rissa con Sable in cui tolse il top a Sable esponendo brevemente il seno di Sable in diretta televisiva. La rivalità si concluse nel primo "Father–Daughter 'I Quit' match" a No Mercy, che McMahon perse dopo che Linda McMahon lanciò un asciugamano sul ring quando Vince stava soffocando McMahon con un tubo. Il match fu messo in atto per togliere McMahon dai programmi televisivi poiché sposò Paul "Triple H" Levesque quel fine settimana.
Stephanie McMahon tornò come heel il 3 ottobre 2005 a Raw Homecoming, dove ebbe un confronto con Steve Austin che la colpì con una Stunner, e la settimana seguente insieme a suo padre e sua madre licenziò Jim Ross.
Nel 2006 McMahon, visibilmente incinta, tornò nella puntata di Raw del 6 marzo dove ebbe una conversazione con Shawn Michaels affermando di avere dei dolori addominali e ne approfittò per mettere una sostanza dentro la bottiglia d'acqua di Michaels che lo portò a perdere contro Shane McMahon. Nello stesso anno apparve durante la cerimonia dell'Hall of Fame il 1º aprile e insieme al resto della famiglia McMahon a WrestleMania 22.
McMahon tornò il 1º aprile 2007 a WrestleMania 23 facendo visita al padre prima del "Battle of the Billionaires" match. Dopo il ritorno del padre a Raw che aveva inscenato la morte, McMahon rivelò pubblicamente che suo padre aveva un figlio illegittimo. Nella puntata di Raw del 3 settembre, McMahon insieme al fratello Shane e alla madre Linda ebbe un confronto con Mr. McMahon circa l'identità del figlio che si rivelò essere Hornswoggle diventando una face.
In seguito all'incidente di Vince avvenuto il 23 giugno a Raw, Shane chiese ai wrestler del roster di restare uniti in un "momento difficile". La richiesta di Shane fu ignorata e nelle settimane successive McMahon e Shane chiesero ai wrestler di mostrare solidarietà. La settimana successiva, Shane annunciò Mike Adamle come nuovo general manager.
Dopo le dimissioni di Adamle, McMahon divenne la general manager di Raw e nelle settimane successive ebbe delle divergenze con Chris Jericho che licenziò per poi riassumerlo. Dopo il ritorno del padre Vince, la famiglia McMahon iniziò una rivalità con Randy Orton che aveva colpito lo stesso Vince alla testa con un Punt Kick. Dopo qualche settimana la rivalità continuò quando Orton, accompagnato dalla Legacy, colpì Shane alla testa ed eseguì un'RKO su McMahon. La rivalità proseguì quando Triple H sconfisse Orton a WrestleMania XXV mantenendo il WWE Championship, per poi perderlo sempre contro Orton a Backlash. Dopo Backlash, McMahon abbandonò Raw prenendosi un periodo di pausa.
0
Il 23 luglio 2012 durante Raw 1000, ebbe un confronto con Paul Heyman che poi schiaffeggiò per convincerlo ad accettare un match tra Triple H e Brock Lesnar per SummerSlam.
Nella puntata di Raw del 3 giugno 2013, fece un'apparizione consigliando a Triple H di non lottare quella sera. Nella puntata di Raw del 17 giugno, ebbe un confronto con la detentrice del Divas Championship AJ Lee. Nella puntata di Raw dell'8 luglio, licenziò Vickie Guerrero dal ruolo di supervisore quando l'universo WWE "bocciò" l'operato di Guerrero.
Un mese dopo McMahon divenne heel quando interruppe il discorso di Daniel Bryan supportando le azioni del marito Triple H la sera prima a SummerSlam, affermando che Bryan non sarebbe stato il volto della federazione. Nella stessa sera insieme a Triple H e Vince McMahon celebrò Randy Orton che aveva conquistato il WWE Championship nel pay-per-view, la quale venne interrotta dall'interferenza di Bryan che fu successivamente attaccato da Orton e lo Shield. Nel novembre dello stesso anno McMahon firmò un contratto con la WWE, confermando il suo ruolo nei programmi televisivi. McMahon e Triple H continuarono a controllare la federazione nel ruolo della "coppia del potere" chiamata Authority giustificando che le loro azioni erano per il "bene dell'azienda", umiliando e punendo qualsiasi wrestler che si opponeva, soprattutto a Daniel Bryan.
Nel giugno 2014, McMahon minacciò di licenziare Brie Bella se Daniel Bryan non avesse reso vacante il WWE World Heavyweight Championship, forzando Bella ad abbandonare la federazione per poi dare uno schiaffo a McMahon. Nella puntata di Raw del 16 giugno, Roman Reigns mise una sostanza nel caffè che Vickie Guerrero diede a McMahon, la quale vomitò addosso a Guerrero. La settimana seguente, sconfisse Guerrero in un pudding match per poi essere gettata dalla stessa Guerrero dentro una piscina di fango. In seguito all'abbandono di Brie, McMahon costrinse la sorella di Brie, Nikki a lottare diversi handicap match come punizione. Brie tornò il 21 luglio a Raw tra il pubblico avendo un confronto con McMahon che venne arrestata e accusata per aggressione dopo aver dato uno schiaffo a Brie (kayfabe). La settimana seguente McMahon garantì a Brie di farle riavere indietro il suo posto di lavoro e affrontarla in un match a SummerSlam così da far ritirare la causa intentata da Brie. Nella puntata di Raw del 4 agosto, colpì Brie e Nikki con un Pedigree dopo la firma del contratto. A SummerSlam Nikki voltò le spalle a Brie permettendo a Stephanie di sconfiggerla nel suo primo match in pay-per-view dopo oltre dieci anni.
Dopo aver avanzato un'offerta a John Cena per unirsi all'Authority che rifiutò, Triple H annunciò un Traditional Survivor Series tag team elimination match tra l'Authority e il team capitanato da Cena, in caso di sconfitta l'Authority sarebbe stata rimossa dal potere. Il 23 novembre alle Survivor Series, l'Authority perse a causa del debutto di Sting che attaccò Triple H e Scott Armstrong; la sera successiva a Raw Triple H e Stephanie affermarono che senza il loro controllo la federazione non avrebbe retto. L'Authority tornò al potere per merito di John Cena il 29 dicembre a Raw celebrando il loro ritorno con lo champagne.
Nella puntata di Raw del 13 giugno 2015, Stephanie interruppe il Team Bella (Bella Twins e Alicia Fox) introducendo Becky Lynch, Charlotte e Sasha Banks dichiarando di essere intenzionata a rivoluzionare la divisione femminile: mentre Becky Lynch e Charlotte si allearono con Paige, Banks si alleò con Tamina e Naomi.
Nella puntata di Raw del 22 febbraio 2016, Mr. McMahon diede a Stephanie il "Vincent J. McMahon Legacy of Excellence awards". La cerimonia fu interrotta dal ritorno di Shane McMahon che chiese di avere il controllo di Raw: Vince accettò ma solo se Shane avesse affrontato The Undertaker a WrestleMania 32 in un hell in a cell match.
Dopo la sconfitta definitiva di Triple H a WrestleMania 32 contro Roman Reigns, perdendo anche il WWE World Heavyweight Championship, Stephanie è scomparsa dalle scene per poi tornare con la nuova brand exstension, diventando la co-General Manager del roster di Raw assieme a Mick Foley. A WrestleMania 34 assieme a Triple H ottiene una sconfitta per mano di Kurt Angle e Ronda Rousey al suo debutto, con una mossa di sottomissione da quest'ultima wrestler.
Il 22 luglio 2022, in seguito al ritiro del padre, venne nominata co-amministratore delegato (insieme a Nick Khan).
Il 10 gennaio del 2023 si dimette per prendersi un periodo di congedo.

## Vita privata
Stephanie McMahon è la figlia del proprietario della WWE, Vince McMahon, e dell'ex amministratrice delegata della compagnia, Linda Edwards. Ha un fratello, Shane, che ricopre incarichi dirigenziali, ma appare anche on-screen.
Dal 25 ottobre 2003 è sposata con il wrestler Paul Michael Levesque, meglio conosciuto come Triple H, dal quale ha avuto tre figlie.

## Personaggio

### Mosse finali

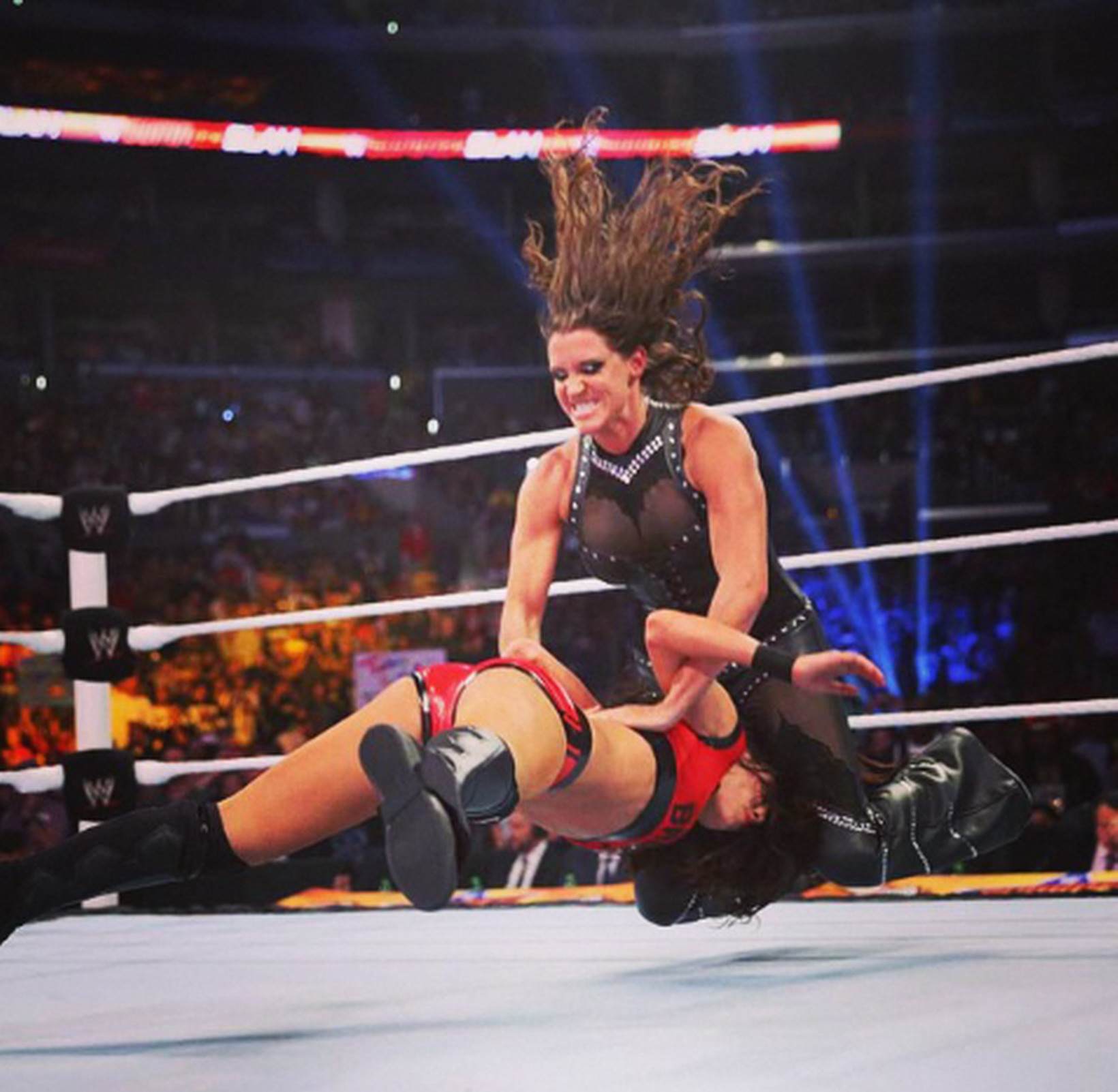
Stephanie McMahon mentre esegue il Pedigree su Brie Bella

- Pedigree (Double underhook facebuster)

### Soprannomi
- "The Billion Dollar Princess"
- "The Billionaire Baroness"
- "Daddy's Little Girl"
- "Mrs. Game"

## Titoli e riconoscimenti
- Pro Wrestling Illustrated
  - Woman of the Year (2000)
  - Feud of the Year (2002) – vs. Eric Bischoff
  - Feud of the Year (2013) – The Authority vs. Daniel Bryan
  - Most Hated Wrestler of the Year (2013)
  - Most Hated Wrestler of the Year (2014)
- WWE
  - WWF Women's Championship (1)
  - Slammy Award (2)
    - Insult of the Year (2013) – vs. Big Show
    - Rivalry of the Year (2014) – Authority vs. Daniel Bryan
- Wrestling Observer Newsletter
  - Worst Non-Wrestling Personality (2001, 2002, 2003)